# Änuar Ismaghambetow
Änuar Ismaghambetow (kasachisch Әнуар Исмағамбетов; russisch Ануар Мухтарович Исмагамбетов Anuar Muchtarowitsch Ismagambetow, beim Weltschachbund FIDE Anuar Ismagambetov; * 21. März 1986 in Zelinograd) ist ein kasachischer Schachspieler.
Die kasachische Einzelmeisterschaft konnte er zweimal gewinnen: 2008 und 2012. Er spielte für Kasachstan bei sieben Schacholympiaden: 2006 bis 2018. Außerdem nahm er dreimal an den asiatischen Mannschaftsmeisterschaften (2012 bis 2016) teil.
Beim Schach-Weltpokal 2007 scheiterte er in der ersten Runde an Jewgeni Alexejew.
Seit 2005 ist er Internationaler Meister, seit 2008 Großmeister. Seit 2016 trägt er den Titel FIDE-Trainer, seit 2020 auch den Titel FIDE-Schiedsrichter. Bei der FIDE ist er für Kasachstan zuständig sowie der kasachische Rating-Beauftragte.
| Hier fehlt eine Grafik, die leider im Moment aus technischen Gründen nicht angezeigt werden kann. Wir arbeiten daran! |